# Quedius praecisus
Quedius praecisus – gatunek chrząszcza z rodziny kusakowatych.
Gatunek ten opisany został w 2015 roku przez Volkera Assinga na podstawie 4 okazów odłowionych w 2014 roku.
Chrząszcz o ciele długości od 7 do 7,5 mm, ubarwiony czarniawo z rudym drugim i trzecim członem czułków, żółtawymi: bokami, tylnymi brzegami i częściami barkowymi pokryw, jasnorudymi tylnymi krawędziami siódmego i ósmego segmentu odwłoka oraz ciemnożółtawymi odnóżami. Wierzch głowy i przedplecza cechuje delikatna, poprzeczna mikrorzeźba. Punktowanie pokryw i przodu odwłoka jest dość gęste, a tyłu odwłoka rzadsze. Tylna para skrzydeł jest w pełni wykształcona. Paramery są dość krótkie, zaopatrzone na szczytach w zespoły czarnych szczecin. Środkowy płat edeagusa ma włóczniowaty wierzchołek i wyraźny ząb przedwierzchołkowy.
Owad palearktyczny, endemiczny dla Krety. Spotykany w ściółce. wśród korzeni traw, w glebie i pod kamieniami, na wysokości 970–1130 m n.p.m.